# Roberto Quaglia
Roberto Quaglia (Genova, 17 maggio 1962) è uno scrittore e critico letterario italiano.

## Biografia
Scrittore e critico italiano di fantascienza, è autore di numerose opere letterarie, molte delle quali tradotte in inglese ed in rumeno. In italiano, varie sue opere brevi di fantascienza sono state pubblicate sulla rivista Futuro Europa della casa editrice Perseo Libri. È inoltre autore di un corposo saggio di analisi e considerazioni sui retroscena degli attentati dell'11 settembre 2001.
Negli anni novanta si è occupato per breve periodo anche di politica, ed è stato consigliere comunale a Genova dall'inizio del 1995 alla fine del 1997.
Dal 1989 attivo nel mondo del fandom di fantascienza, è stato dal 2002 al 2013 vicepresidente della European Science Fiction Society (ESFS), l'associazione che sovrintende all'organizzazione degli Eurocon.
Nel 1999 ha portato lo scrittore statunitense Robert Sheckley in Italia dopo 20 anni di assenza, e assieme a lui ha in seguito lungamente girato l'Europa a varie riprese. Per molti anni grande amico di Sheckley, ha nel tempo generato una gran quantità di fotografie e filmati dello scrittore ora scomparso, e una parte di tale documentazione è liberamente visionabile sul Web.
Collabora sin dal 1995 alla rivista di fantascienza Delos, sulla quale ha tenuto a lungo una rubrica mensile dal titolo Pensiero Stocastico.
Dal 2003 in poi ha avviato una collaborazione letteraria con lo scrittore britannico Ian Watson, dalla quale è scaturita una serie di racconti umoristici e iconoclasti in lingua inglese, alcuni dei quali leggibili anche su Internet, essendo stati pubblicati su Helix, Flurb and Clarkewordsmagazine. Altre storie sono state pubblicate sulla rivista statunitense Weird Tales, l'antologia canadese Lust For Life, l'antologia britannica New Writings in the Fantastic, il prestigioso Mammoth Book of Best New Erotica volume 7 e Volume 9, e qualche altro libro. Un racconto di questi è apparso anche in italiano sulla rivista italiana Robot. Nel 2009 la collaborazione con Watson sfocia nella pubblicazione in Inghilterra del libro The Beloved of My Beloved, edito da NewCon Press e presentato all'Eurocon di Fiuggi 2009 e alla Eastercon di Bradford in Inghilterra.
È il primo e unico italiano ad avere vinto il premio dell'associazione britannica di fantascienza, il BSFA Award, nel 2009 (per il migliore racconto breve), uno dei principali riconoscimenti del mondo della fantascienza letteraria in lingua inglese.
Popolarità in Russia: A Novembre 2024 è stato l'unico italiano ospite del primo simposio internazionale sul futuro organizzato a Mosca, invitato a parlare in sessione plenaria d'apertura. A Giugno 2025 è stato invitato a parlare in merito alle professioni del futuro al Forum economico internazionale di St.Pietroburgo (SPIEF) Una sua intervista di mezzora è andata in onda il 4 luglio 2025 sul primo canale statale russo nella trasmissione Самое время.

## Opere

### Romanzi
- (RO)  Vagabondul interspaţial ("Il vagabondo dell'etere"), Nemira, 1994. ISBN 973-569-30-6-2
  - Il vagabondo dell'etere ISBN 9791220314855 - (L'edizione italiana è giunta solo nel 2021)
- (RO)  1999: Paine, unt, si paradoxina (Pane, Burro e Paradossina) Nemira, 1999 ISBN 973-569-350-X
  - (EN)  2002: Bread, Butter and Paradoxine, con prefazione di Robert Sheckley, Solid, ISBN 978-88-7360-015-2;
  - (EN)  2009: Paradoxine: The Adventures of James Vagabond (versione migliorata di Bread, Butter and Paradoxine). Immanion Press. ISBN|1-904853-67-6, ISBN|978-1-904853-67-1
  - (EN)  2015: Paradoxine: The Adventures of James Vagabond, con prefazione di Robert Sheckley, ISBN 978-1507500989
  - (IT)  2021: Pane, Burro e Paradossina, con prefazione di Robert Sheckley, ISBN 979-1220312202
- (EN)  Jonathan Livingshit Pigeon: A Tail of Transcendence, Eagle Publishing House, 2011. ISBN 978-6069268865
  - (IT)  2020: Il Piccione Jonathan Livingshit, ISBN 979-1220308915

### Altre opere
- (EN)  Somebody up there is lusting for me ("Lassù qualcuno mi concupisce"), 1992. Dramma di fantascienza (distribuito come regalo a tutti i partecipanti all'Eurocon 1993 a Jersey)
- (EN)  The future of science fiction ("Il futuro della fantascienza"), 1995. Saggio pubblicato in inglese sul Souvenir Book ufficiale di Intersection, la cinquantatreesima edizione della World Science Fiction Convention, Glasgow 1995.
- (RO)  God Ltd ("Dio S.r.l."), Nemira, 1998. Raccolta di racconti.
  - (IT)  Extralandia ISBN 979-1220312455, edizione ampliata in italiano.
- Pensiero stocastico, Delos Books, 1993. Raccolta degli articoli pubblicati per delos.fantascienza.com.
  - (RO)  Gandirea Stocastica, Nemira, 1994, ISBN 973-569-642-8
  - (IT)  Ripubblicato nel 2020 con il titolo Pensiero Stocastico: Cinquanta sfumature di dissenso ISBN 978-8831685085.
- Tutto quello che sai è falso, edizioni NuoviMondiMedia, 2003
- Il Mito dell'11 settembre e l'Opzione Dottor Stranamore, 2006; edizioni PonSinMor, 2007. ISBN 978-88-902775-1-1
  - (RO)  11 Septembrie, Mitul, edizione rumena a cura di Editura Stefan, 2009. ISBN 978-973-118-120-2
  - (EN)  The Myth of September 11, Eagle Publishing House, 2011, ISBN 978-6068315171
- (EN)  The Beloved of My Beloved, NewconPress, 2006. ISBN 978-0-9555791-8-9. Raccolta di racconti, con Ian Watson.
- Il Fondamentalismo Hollywoodista, 2017, ISBN 979-1220313179
  - (EN)  Hollywoodism: The Invisible Ideology, 2025, ISBN 978-6068315171
  - (DE)  Hollywoodismus: Die Heimliche Ideologie, 2025, ISBN 979-1222785783

## Riconoscimenti
- 2009 - Premio ESFS per miglior scrittore europeo
- 2010 - BSFA Award per il migliore racconto breve (The Beloved Time of Their Lives)
- 2011 - Premio Seiun - finalista come miglior racconto tradotto in giapponese (The Beloved Time of Their Lives)[9]
- 2016 - Premio ESFS come "best promoter"[10]